# Schoenoplectus californicus
Schoenoplectus californicus är en halvgräsart som först beskrevs av Carl Anton von Meyer, och fick sitt nu gällande namn av Jiří Soják. Schoenoplectus californicus ingår i släktet sävsläktet, och familjen halvgräs. Inga underarter finns listade i Catalogue of Life.

## Bildgalleri

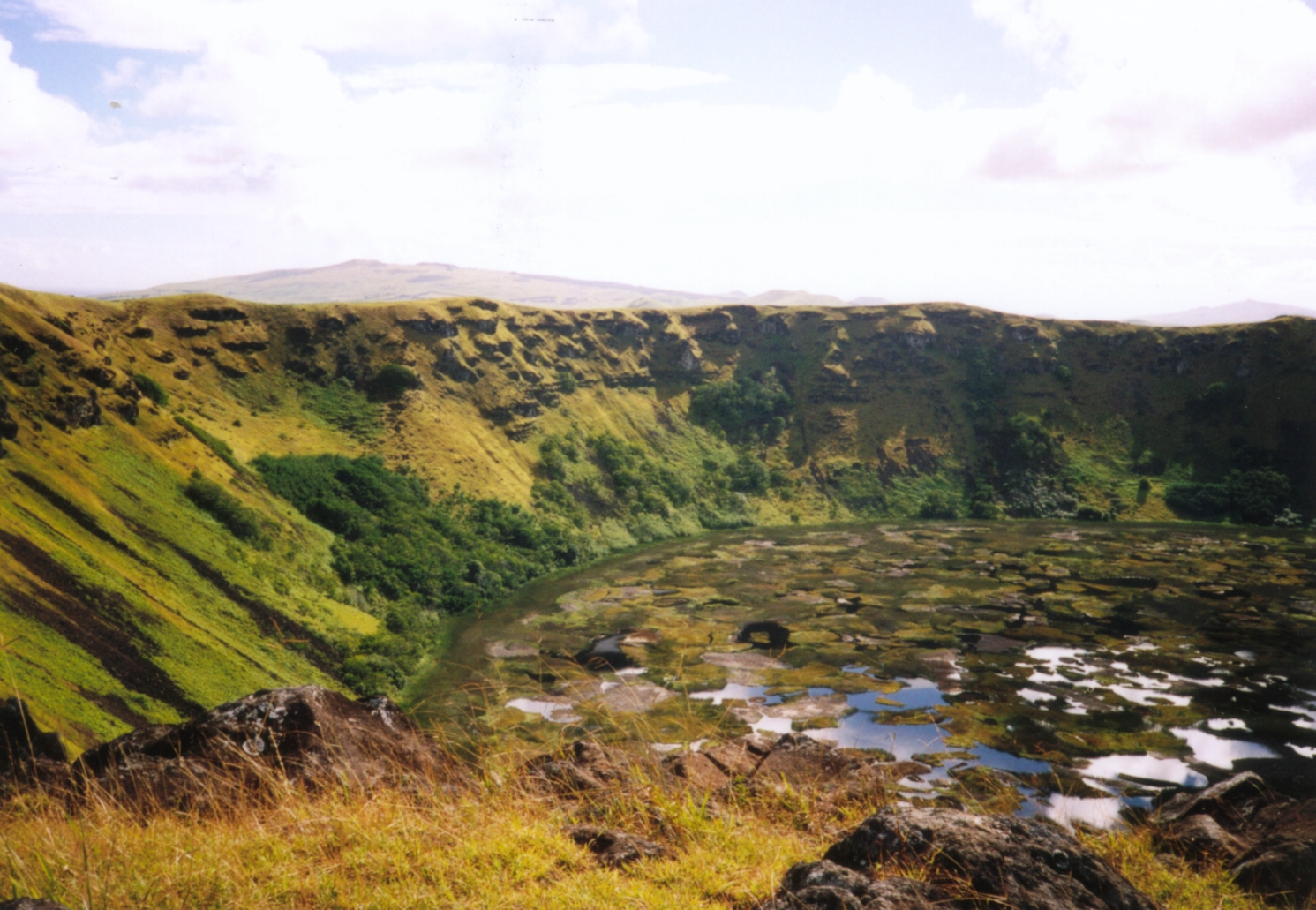
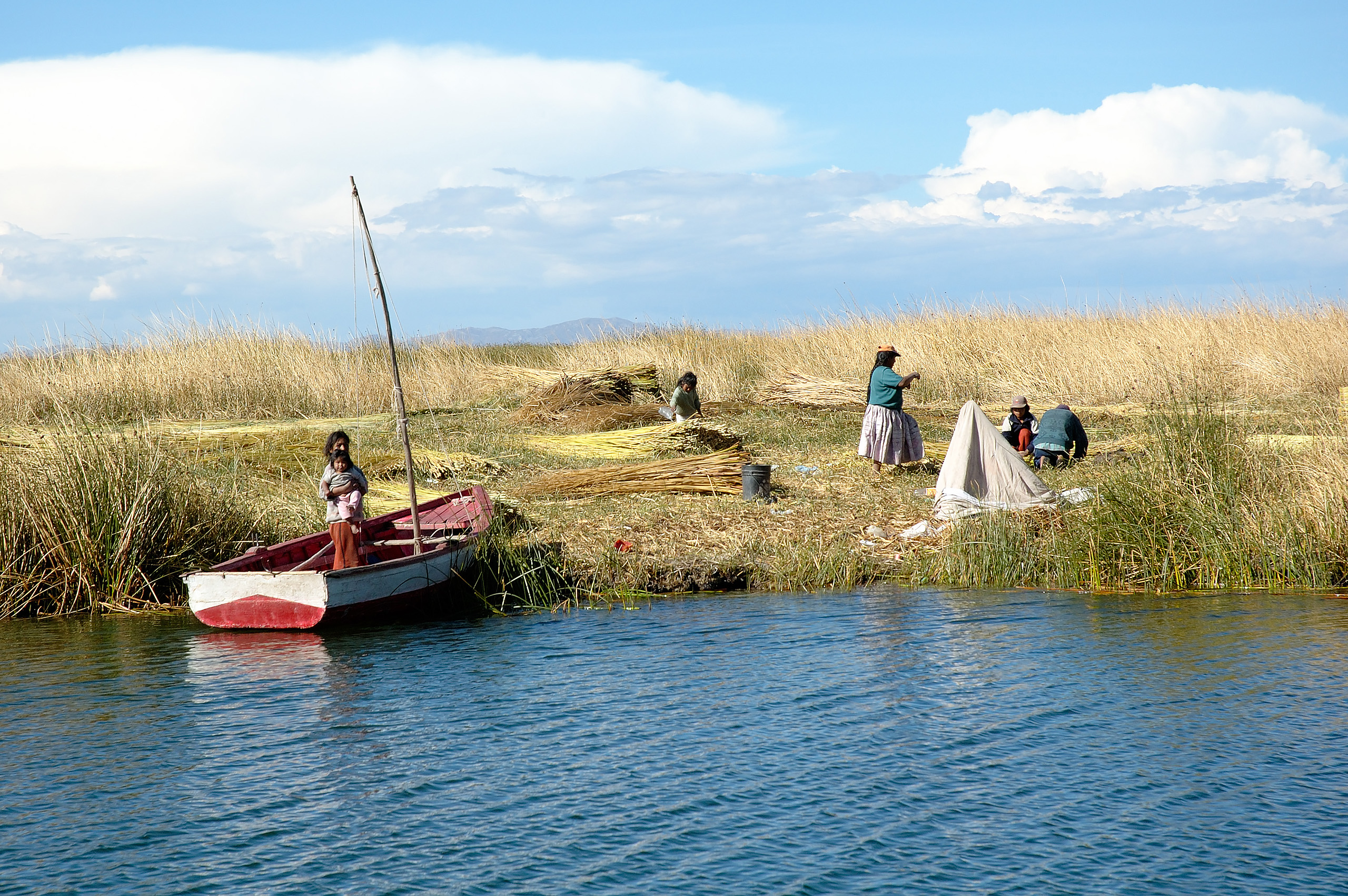
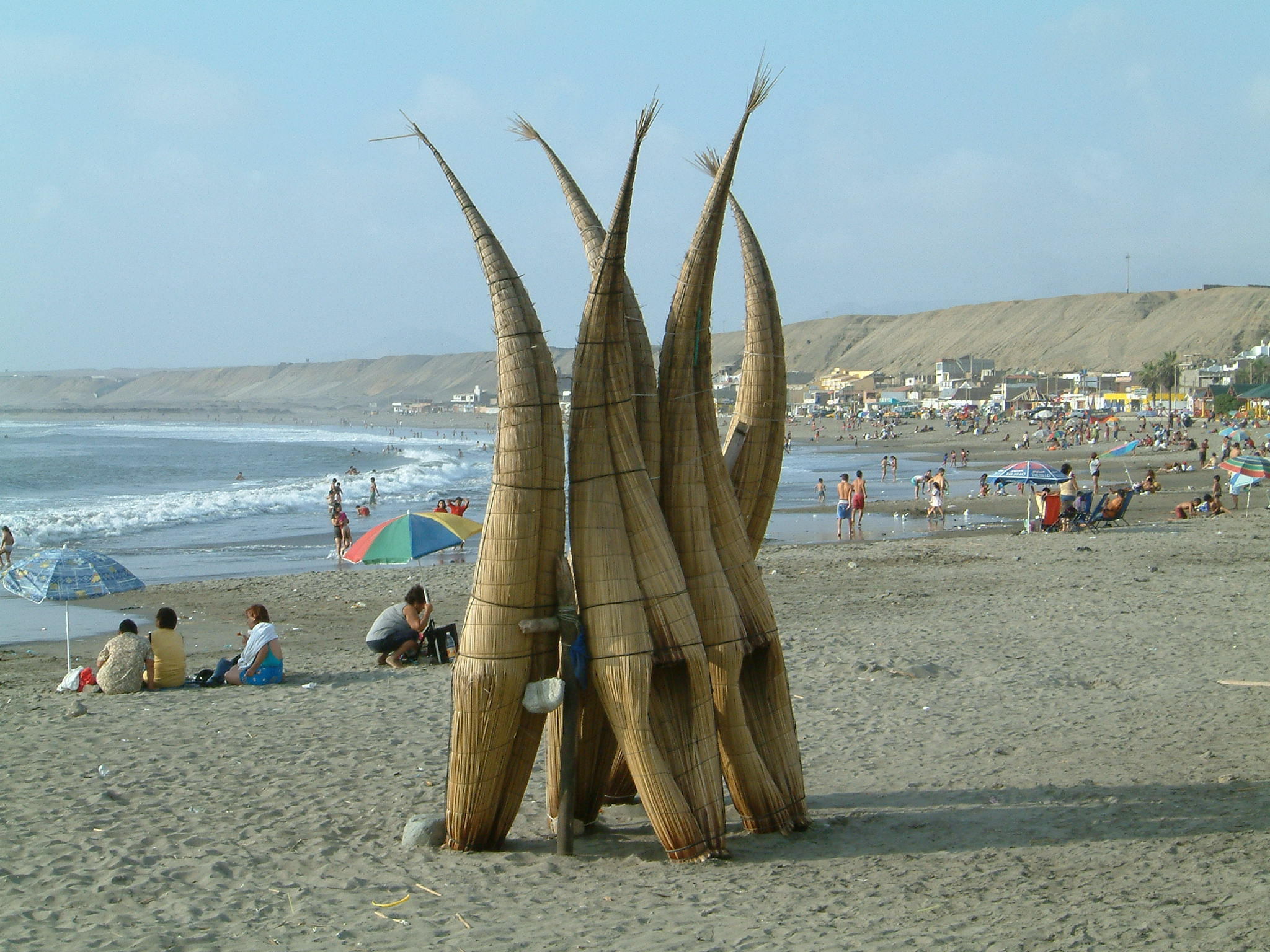
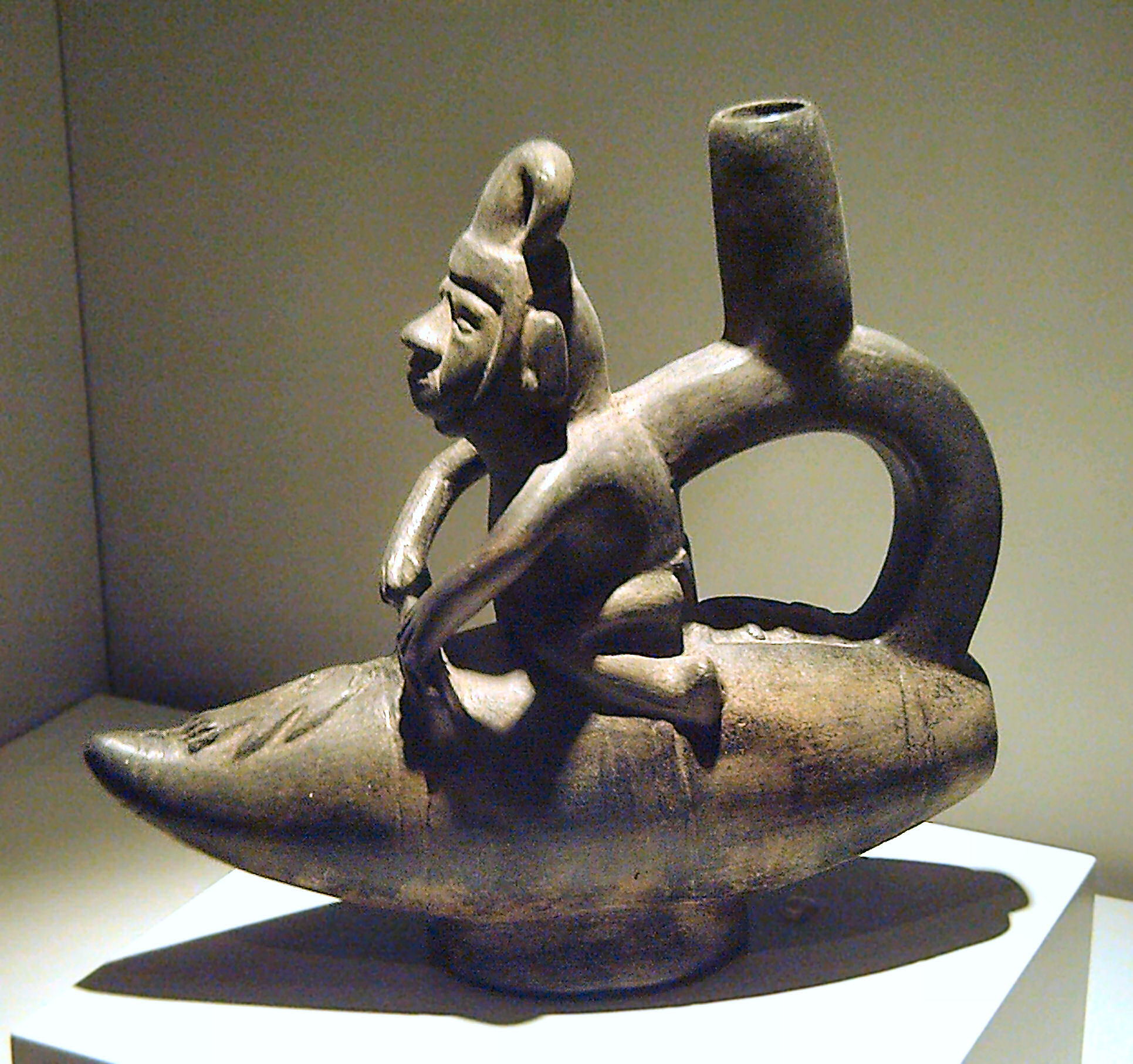
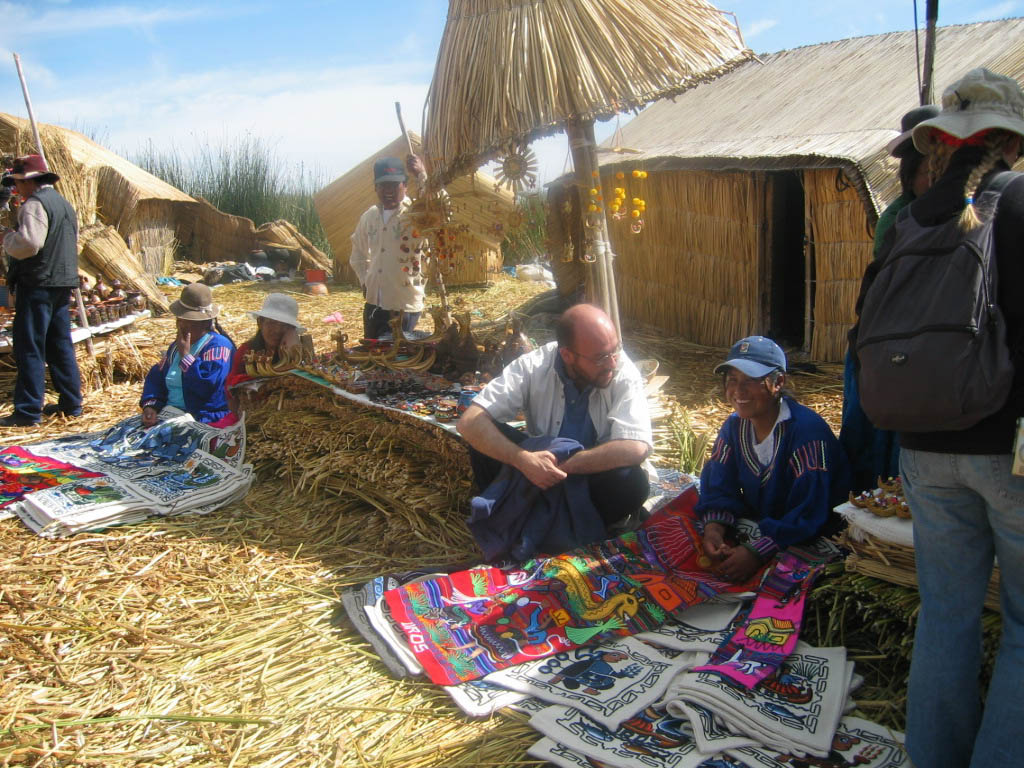